# 미즈타 미키오
미즈타 미키오(일본어: 水田 三喜男, 1905년 4월 13일~1976년 12월 22일)는 13선 중의원 의원을 지낸 일본의 정치인이다.

## 생애
1905년 지바현 아와군 소로촌(현 가모가와시)에서 태어났다. 그의 집안은 400여 년 전에 사누키국에서 이주해왔으며 할아버지와 아버지가 모두 촌장을 지냈다. 미즈타의 생가는 현재 등록유형문화재로 지정돼 보존되어 있다.
구제 아와 중학교와 구제 미토 고등학교를 거쳐 교토제국대학(현 교토 대학) 법학부에 입학했다. 대학에서 훗날 교토 대학 총장이 되는 다키카와 유키토키로부터 형법을, 다케다 쇼로부터 어음법을, 미야모토 히데나가로부터 형사소송법을 배웠다. 학창 시절의 미즈타는 마르크스주의에 관심을 보였고 유도 5단, 검도 3단의 실력자였다. 그래서 대학에서 마르크스주의 경제학을 연구하던 가와카미 하지메의 보디가드를 자처했다가 여러 번 검거되었다.
1931년 대학을 졸업한 뒤 도쿄시청 공무원으로 일하다가 사직한 뒤 센슈 대학 교수, 호쿠에쓰석유 감사, 일본강판 상무, 다이도석유 이사 등의 직위를 거쳤다. 그리고 1946년 총선에 출마해 당선되면서 정치인으로 변신했다.
1953년 제4차 요시다 내각에서 경제심의청 장관에 취임해 첫 입각했으며 소속 정당인 자유당에서 몇 차례에 걸쳐 정무조사회장을 역임했다. 당인파가 많이 포진한 오노 반보쿠의 파벌에서 활동하며 정책통으로 활약했다. 보수합동 직후인 1955년에 초대 자유민주당 정무조사회장이 되었다. 이후 이시바시 내각에서 통상산업상이 되었으며 제1차 기시 내각에서도 유임됐다.
1960년 제1차 이케다 내각에서 대장상이 되었다. 미즈타는 적극재정을 주장하며 이케다의 소득 배증 계획을 지지했다. 제2차 이케다 내각에서 대장상에 유임됐는데 수입이 늘어나면서 국제수지가 악화하는 것을 방지하고자 긴축재정을 추진했다. 1966년 제1차 사토 내각 (제3차 개조)이 출범하자 두 번째로 대장상에 취임했으며 이후 제2차 사토 내각 (제1차 개조)까지 유임했고 후임인 후쿠다 다케오가 물러나자 제3차 사토 내각 (개조)에서 세 번째 대장상 임기를 시작했다.
미즈타는 후쿠다와 함께 일본의 고도경제성장을 상징하는 인물로 꼽힌다. 그리고 사토 정권의 말기에 닉슨 충격이 발생하자 환율 안정에 고심하여 변동환율제를 도입하는 과도기에 국제금융정세하에서 일본의 재정을 안정시킨 인물이기도 했다.
1964년 오노가 사망하자 오노의 파벌은 갈등 끝에 후나다 나카의 일신회와 무라카미 이사무의 일양회로 분열됐다. 미즈타는 일신회에 참여했다. 하지만 무라카미가 옛 오노파의 대동단결을 주창하자 미즈타가 이에 호응하여 일양회로 적을 옮겼다. 이후 무라카미는 회장직을 미즈타에게 양도했다. 한 발 더 나아가 미즈타는 후지야마 아이이치로를 끌어들여 손회를 결성하여 중간파의 영수가 돼 당내 영향력을 키웠다.
1975년 11월 스페인 총통 프란시스코 프랑코가 사망하자 특파대사로 파견돼 국장에 참여했다.
1976년 총선에서 당선돼 13선 의원이 되었지만 한 달이 채 지나기 전에 천공성복막염으로 급사했다. 재정 실무 경험이 풍부했던 미즈타였기에 당시 언론에선 거성이 졌다고도 표현했다. 사토 에이사쿠의 부인인 사토 히로코는 추도문에서 "대장상이라 한다면 전전에는 다카하시 고레키요, 전후에는 미즈타 미키오다"라고 평했다. 정치 활동을 하면서 교육에도 힘써 1965년 조사이 대학을 창설했다.

## 이야깃거리
이케다 내각에서 대장상으로 입각할 무렵 미즈타의 이마에 부처님 모양의 혹이 생겨 한때 미즈타의 트레이드 마크로 알려진 적이 있었다. 이는 하세가와 마치코의 만화 《심술쟁이 할머니》의 모티프가 되기도 했다. 다만 미즈타는 1973년 수술을 받아 이 혹을 없앴다.
도슈사이 샤라쿠 등의 우키요에를 모으는 취미로도 유명했다. 현재 조사이 대학과 조사이 국제 대학에 각각 들어서 있는 미즈타 미술관에서 미즈타가 생전에 수집한 우키요에를 감상할 수 있다.

## 역대 선거 기록
|  | 0% |

|  | 13.48% |

|  | 9.34% |

|  | 13.42% |

|  | 15.06% |

|  | 12.92% |

|  | 18.81% |

|  | 20.13% |

|  | 23.22% |

|  | 22.83% |

|  | 16.44% |

|  | 17.74% |

|  | 17.19% |

| 전임 오가사와라 산쿠로 | 제5대 경제심의청 장관 1953년 3월 3일~1953년 5월 21일 | 후임 오카노 기요히데 |

| 전임 이시바시 단잔 | 제13·14대 통상산업대신 1956년 12월 23일~1957년 7월 10일 | 후임 마에오 시게사부로 |

| 전임 사토 에이사쿠 | 제65·66대 대장대신 1960년 7월 19일~1962년 7월 18일 | 후임 다나카 가쿠에이 |

| 전임 후쿠다 다케오 | 제71·72대 대장대신 1966년 12월 3일~1968년 11월 30일 | 후임 후쿠다 다케오 |

| 전임 후쿠다 다케오 | 제75대 대장대신 1971년 7월 5일~1972년 7월 7일 | 후임 우에키 고시로 |